# Mountain Pine, Arkansas
Mountain Pine là một thành phố thuộc quận Garland, tiểu bang Arkansas, Hoa Kỳ. Năm 2010, dân số của thành phố này là 770 người.

## Dân số
- Dân số năm 2000: 772 người.
- Dân số năm 2010: 770 người.